# コンフィダント・絆
『コンフィダント・絆』（コンフィダント きずな）は、2007年4月7日から5月6日までパルコ劇場で上演された、三谷幸喜作・演出の舞台作品。
画家であるフィンセント・ファン・ゴッホ、ポール・ゴーギャン、ジョルジュ・スーラ、エミール・シェフネッケルの交友を描く。本作品は第15回読売演劇大賞優秀作品賞を受賞し、三谷幸喜は本作により、2007年度第59回読売文学賞・戯曲・シナリオ賞、第7回朝日舞台芸術賞・秋元松代賞（『恐れを知らぬ川上音二郎一座』の作・演出も含む）、第58回芸術選奨文部科学大臣賞（演劇部門）を受賞した。また、ルイーズ役の堀内敬子が、「キュートなコメディエンヌぶりを発揮」したと評価され（第15回読売演劇大賞第1次選考会評、2008年1月16日読売新聞）、第33回菊田一夫演劇賞及び、第15回読売演劇大賞優秀女優賞を受賞した。

## 作・演出
- 三谷幸喜

## あらすじ
19世紀のパリ。ダンスホール「ムーラン・ド・ラ・ギャレット」の女給であるルイーズは、貧乏画家4人が共同で借りたアトリエのモデルに雇われた。4人の画家とは、点描画法で売れ始めたスーラと、画家で美術教師でもあるシェフネッケル。そして、まだ全く無名のゴッホとゴーギャンだった。
アトリエのリーダーはシェフネッケルで、個性的で身勝手な画家たちを仲間と信じ、世話を焼いていた。だが、真の芸術家であるゴッホら3人は内心で、シェフネッケルには才能がないと見限リ、アトリエの家賃を分担する便利な存在としか見ていなかった。
若い女性が加わったことで活気づく4人の画家たち。頼みこまれてゴッホにヌードを描かせるルイーズ。だが、ルイーズが親しくなったのはゴーギャンだった。ルイーズとの仲を、わざとゴッホに見せつけて傷つけるゴーギャン。ゴーギャンは、絵画の腕だけはゴッホに敵わないことを見抜いており、嫉妬に苦しんでいたのだ。
ゴーギャンら4人にとってライバルであるロートレックに、モデルを依頼されるルイーズ。行かせたくないが、息が合わずに止め損なう4人。だが、ロートレックはルイーズのヌードが気に入らず、絵を描かなかった。ベソをかいて戻ったルイーズを、協力して精一杯に慰める4人。
本音を見せないから親しくなれないとルイーズに指摘されて、アトリエに参加する理由を語るスーラ。他の3人より有名になったスーラは、友情ではなく優越感に安らぎを覚えていたのだ。だが、いつも絵を隠して描くゴッホの作品を、たまたま見たスーラは、一目でその天才的な才能に気づき、衝撃を受けた。
スーラの展覧会が企画され、他の3人が描いているルイーズの絵を「一枚だけ」展示できることになった。ゴッホの絵が抜きん出ているのだが、それを理解できずにゴーギャンを推すルイーズとシェフネッケル。スーラは嫉妬心から、ゴッホの最近の画風を否定して、故意に過去の堅苦しい作品を褒めた。絶望してルイーズの絵を切り裂くゴッホ。
他の3人が苦悩する理由が分からず、画家としての才能が無いと痛烈に批判されるシェフネッケル。「仲間だと思っていた」と泣くシェフネッケルにゴッホは、パリを離れアルルに移住すると告げた。ゴッホに請われてアルル行きを考え、ルイーズも共にと誘うゴーギャン。だが、ルイーズはパリを離れなかった。
数十年後、パリの片隅の酒場で若かった日々を回想する老女のルイーズ。すでに画家たちはこの世を去ったが、あのアトリエで、ルイーズは天才画家たちと過ごし、見つめられる存在だったのだ。

## キャスト
- ジョルジュ・スーラ：中井貴一
- ポール・ゴーギャン：寺脇康文
- クロード・エミール・シュフネッケル：相島一之　（注、姓のSchuffeneckerは、シェフネッケルと表記されることが多いが、この脚本ではシュフネッケルとなっている）
- ルイーズ・ブーランジェ：堀内敬子
- フィンセント・ファン・ゴッホ：生瀬勝久
- 作曲･ピアノ演奏：荻野清子

## 概要
パリのある酒場で、年老いた歌手ルイーズが「知っているのは私だけ」と歌っていた。そして請われるままに話し出す、今は知らない人がいない高名な画家ゴッホ、ゴーギャン、スーラ達がただの貧乏画家だったころに、かれらのモデルになった時のことを。その時、画家で美術教師のシュフネッケルをリーダーにして、ゴッホ、ゴーギャン、スーラが共同でアトリエを借りていたのだった。彼らの間に、そして彼らとルイーズの間に何があったのか？
2幕5場の間を堀内敬子の「ゴーギャン、ゴッホ、スーラ、パー（作）シュフネッケル」という画家の名前を並べた歌「大丈夫ソング」で歌い継ぐ。
澄んだソプラノで美しく朗々と歌われるが、この三谷幸喜作の歌詞を見た堀内敬子の、最初の感想は「手抜きじゃん」であった（寺脇談）。

## 地方公演
- 2007年5月10日（木）～5月31日（木）イオン化粧品　シアターBRAVA!

## 登場人物
- フィンセント・ファン・ゴッホ
- ポール・ゴーギャン
- ジョルジュ・スーラ
- エミール・シェフネッケル